# 菜根屋敷
菜根屋敷（さいこんやしき）は、福島県郡山市に所在する字である。郵便番号は963-8863。

## 地理
郡山市役所本庁所管地域である市街中心部に属し、住所としては「郡山市字菜根屋敷」と表記される。北から東にかけ菜根、南で山崎、大槻町、西で桑野清水台とそれぞれ隣接する。また西部に台東、五百渕山が食い入る様に位置し、北東側と南西側で飛地状に隔てられている。東日本旅客鉄道（JR東日本）郡山駅西側市街地南部に位置し、国道49号沿線南側の一角を範囲とする。域内は住宅地が広がり、幹線道路沿いに店舗や事務所などが立地する。久留米に所在する郡山警察署久留米交番、および大槻町に所在する郡山消防署針生救急所がそれぞれ管轄にあたる。

## 世帯数と人口
2024年1月1日現在の世帯数と人口は以下の通りである。
| 町丁     | 世帯数  | 人口  |
| -------- | ------- | ----- |
| 菜根屋敷 | 262世帯 | 494人 |

## 小・中学校の学区
市立小・中学校に通う場合、学区は以下の通りとなる。
| 番地 | 小学校           | 中学校                 |
| ---- | ---------------- | ---------------------- |
| 全域 | 郡山市立桜小学校 | 郡山市立郡山第三中学校 |

## 交通

### 道路
- 国道49号
- 一級市道30号荒井八山田線（内環状線）

## 施設等
- ツルハドラッグ 郡山菜根店
- 南海部品 福島店
- すき家 49号郡山菜根店